# Station Thornton Abbey
Thornton Abbey is een spoorwegstation van National Rail in Thornton Abbey, North Lincolnshire in Engeland. Het station is eigendom van Network Rail en wordt beheerd door Northern Rail. 

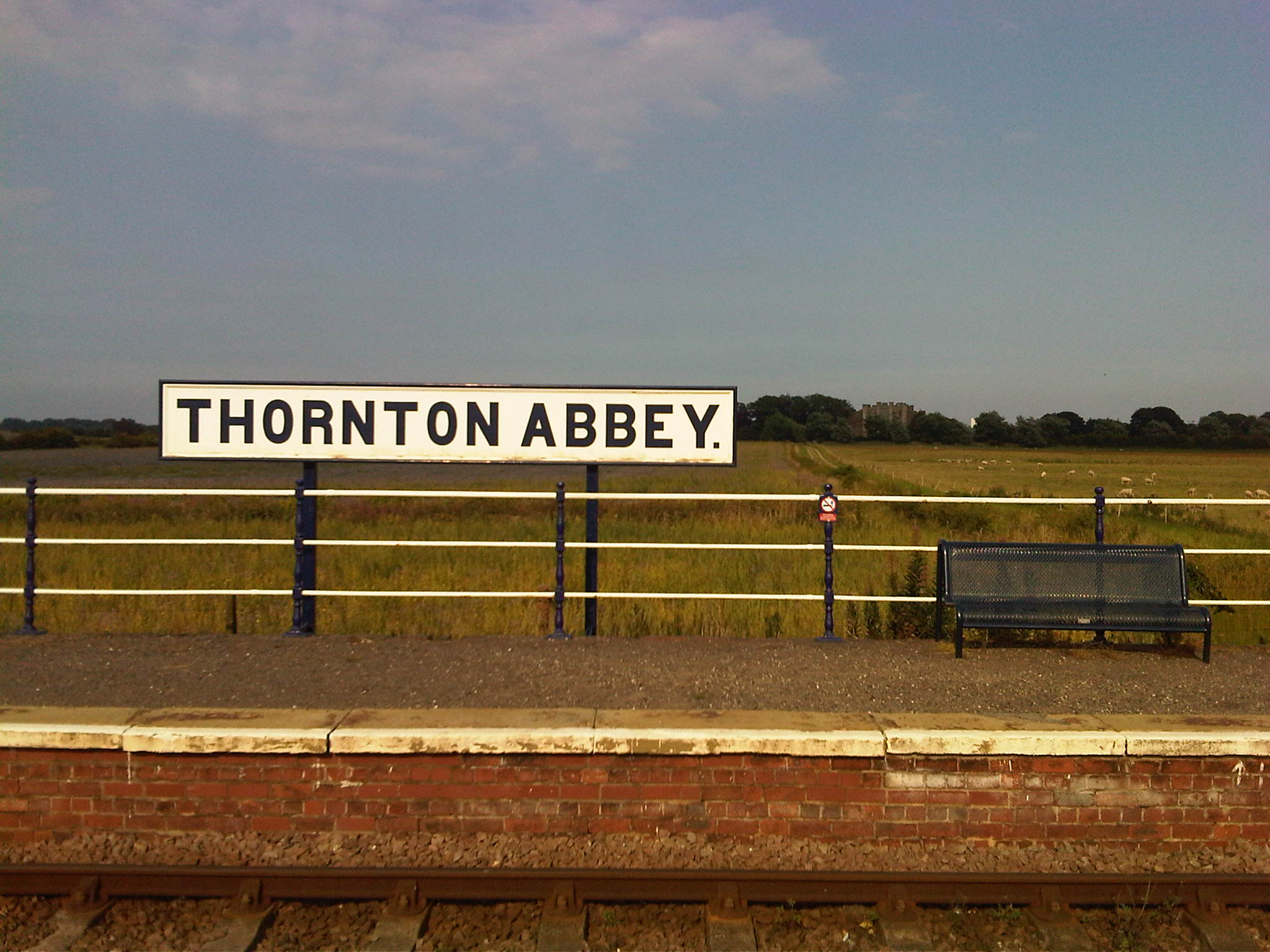
Station met op de achtergrond de abdij